# Skoudrinyé
Skoudrinyé (en macédonien Скудриње) est un village de l'ouest de la Macédoine du Nord, situé dans la municipalité de Mavrovo et Rostoucha. Le village comptait 2119 habitants en 2002. Il est majoritairement turc.

## Démographie
Lors du recensement de 2002, le village comptait :
- Turcs : 1 629
- Macédoniens : 468
- Albanais : 5
- Autres : 17